# New York Bay
New York Bay är en gemensam term för de kustområden som omger Hudsonfloden, där den flyter ut i Atlanten. De två största avdelningarna är Upper New York Bay och Lower New York Bay, vilka sammanbinds genom The Narrows. Första europé att upptäcka området var Giovanni da Verrazano 1524.
New York Harbor förväxlas ibland med New York Bay.

### Fotnoter
1. ↑  ”It is in May 1624 that the "Nieu Nederlandt", a ship chartered by the West India Company, arrived in sight of  Manhattan Island. The vessel carried about thirty Belgian families: most of them were Walloons accompanied by a few Flemings” (på engelska). New York Foundation. http://www.newyorkfoundation.net/the_birth_of_new_york/the_birth_of_new_york.html. Läst 8 november 2015.